# Morti nel 1366
| Questa pagina contiene informazioni ricavate automaticamente dalle voci biografiche con l'ausilio del template Bio e di un bot. L'aggiornamento è periodico e automatico e ricostruisce completamente la pagina. Se manca una persona in questa lista, sei pregato di non aggiungerla, ma accertati piuttosto che la sua voce biografica contenga il template Bio e che i dati anagrafici siano correttamente compilati. Se il template Bio manca, inseriscilo tu stesso o, in alternativa, metti l'avviso {{tmp\|Bio}} che ne segnala la mancanza. Se i dati riportati sono sbagliati, correggi direttamente la voce biografica; le modifiche saranno visibili in questa lista entro pochi giorni. Per chiarimenti vedi il progetto biografie. La lista contiene solo le 24 persone che sono citate nell'enciclopedia e per le quali è stato implementato correttamente il template Bio. Pagina aggiornata al 10 ago 2025. |

- 6 gennaio - Pietro Tommaso, vescovo francese (n. 1305)
- 14 gennaio - Margherita d'Asburgo, nobile austriaca (n. 1346)
- 25 gennaio - Enrico Suso, mistico e religioso tedesco
- 17 aprile - Giacomo da Cerqueto, presbitero italiano (n. 1285)
- 26 aprile - Simon Islip, arcivescovo cattolico inglese
- 20 maggio - Maria di Calabria, italiana (n. 1328)
- 21 maggio - Hemming di Åbo, vescovo cattolico svedese
- 25 maggio - Arnaud de Cervole, mercenario e brigante francese
- 23 novembre - Gasan Joseki, maestro zen giapponese (n. 1275)
- Abu Zayyan Muhammad II, sultano marocchino (n. 1338)
- Amedeo d'Alba, vescovo cattolico italiano
- Tommaso Corsini, giurista italiano
- Domenico di Agostino, architetto e scultore italiano
- Taddeo Gaddi, pittore italiano
- Gregorio III di Alessandria, arcivescovo ortodosso egiziano
- Elena Mega Comnena, imperatrice georgiana
- Nardo di Cione, pittore e architetto italiano
- Anna di Savoia, imperatrice bizantina (n. 1307)
- Alberto Sterz, condottiero tedesco
- Petrus Tyrgilli, arcivescovo cattolico svedese
- Ulrico IV di Württemberg, conte
- Giovanni Visconti da Oleggio, politico italiano (n. 1304)
- Raimondo Berengario d'Aragona, principe (n. 1308)
- Giovanni di Vico, condottiero italiano